# Long phi ngự thiên ca
Long Phi Ngự Thiên Ca (Yongbieocheonga) nghĩa là Bài hát về rồng bay về trời và là văn bản đầu tiên được viết bằng hangul. Nó được biên soạn trong suốt triều đại của Triều Tiên Thế Tông như một lời khẳng định chính thức của Nhà Triều Tiên. Bài hát, dưới hình thức 125 khổ, được sáng tác dưới nỗ lực của hội đồng văn tự học Nho giáo và học giả. Lần đầu tiên được biên soạn bằng ngôn ngữ viết Triều Tiên chấm dứt lịch sử lâu dài phụ thuộc vào chữ Hán và được viết bằng hangul, bảng chữ cái đầu tiên và chính thức của Triều Tiên. Trong một vài bối cảnh quan trọng ngoài việc thành lập triều đại nhà Triều Tiên đã dẫn đến việc tạo ra những bài thơ như: sự kiện lịch sử diễn ra tại Trung Quốc, sự sùng bái của những vua đức hạnh trước sự sụp đổ Cao Ly ở Triều Tiên, chính trị Nho giáo và tư tưởng triết học mà từ chối Phật giáo.

## Ý nghĩa của bài hát
Những con rồng được nới đến trong tiêu đề bài hát đại diện cho 6 tổ tiên của nhà Triều Tiên: Mokjo, Ikjo, Dojo, Hwanjo, Thái Tổ (Lý Thành Quế), và Thái Tông (Lý Phương Viễn). Chuyến bay của những con rồng, Yongbieocheonga, là sự hưng thịnh của nhà Triều Tiên với "thiên mệnh."
| Tiếng Triều Tiên cổ | Tiếng Triều Tiên hiện đại       | Dịch                                |
| ------------------- | ------------------------------- | ----------------------------------- |
| 뎨이쟝              | 제2장                           | Đoạn II                             |
| 불휘 기픈 남ᄀᆞᆫ      | 뿌리가 깊은 나무는              | Một cái cây có rễ sâu,              |
| ᄇᆞᄅᆞ매 아니 뮐ᄊᆡ    | 바람에도 흔들리지 아니하므로    | Không phải vì ngọn gió mà lung lay, |
| 곶 됴코             | 꽃이 좋고                       | Những bông hoa tốt đẹp              |
| 여름 하ᄂᆞ니         | 열매도 많으니.                  | Và sinh hoa kết trái.               |
| ᄉᆡ미 기픈 므른      | 샘이 깊은 물은                  | Dòng nước từ suối sâu,              |
| ᄀᆞᄆᆞ래 아니 그츨ᄊᆡ  | 가뭄에도 그치지 않고 솟아나므로 | Không phải vì hạn hán mà chảy ra,   |
| 내히 이러           | 냇물이 되어서                   | Trở thành dòng suối                 |
| 바ᄅᆞ래 가ᄂᆞ니       | 바다에 이르니                   | Và trôi ra biển.                    |

## Liên kết
- Thông tin tóm tắt về Yongbieocheonga tại Cục Di sản văn hóa Hàn Quốc
- (tiếng Hàn) Các văn bản đầy đủ và phân tích về Yongbieocheonga
- (tiếng Hàn) Các văn bản đầy đủ của Yongbieocheonga bằng tiếng Triều Tiên cổ và hiện đại